# Лахденпохья (станция)
Ла́хденпо́хья (фин. Lahdenpohja) — бывшая финская грузо-пассажирская железнодорожная станция. Территориально находится в городе Лахденпохья Лахденпохского района Карелии, на берегу Ладожского озера.

## История
В 1911 году решено было построить четырёхкилометровую ветку к заливу Сиеклахти и одноимённому населённому пункту (после 1924 года — Лахденпохья). Цель — транспортировка грузов от и до порта в Сиеклахти. Путевое развитие станции насчитывало порядка десяти тупиковых путей.
 Ряд путей проходил по территории грузовых складов, уничтоженных во время войны.

По ветке также осуществлялось и пассажирское сообщение. Было прекращено 22 мая 1937 года.
После Великой Отечественной войны и передачи территории СССР станцию постепенно закрыли. Здание вокзала передали под жилое помещение. Подъездные пути стали использоваться Лахденпохским фанерным комбинатом «Бумэкс». С его ликвидацией 2 ноября 2017 года подъездные пути пришли в запустение и не используются.
В 1990-е годы при участии финских специалистов было реконструировано здание железнодорожного вокзала.
На 2019 год здание бывшего вокзала станции Лахденпохья занимает гостиница «Карлен».

## Галерея
- Станция Лахденпохья
- Неиспользуемые подъездные пути.
- Тыльная сторона бывшего вокзала.
- Подъездные пути фанерного завода.
- Подъездные пути фанерного завода.
- Лицевая сторона бывшего вокзала.